# Thomas William Dobbie
Pour les articles homonymes, voir Dobbie.
Thomas William Dobbie (13 novembre 1829-1er avril 1908) est un homme politique canadien de l'Ontario. Il est député fédéral conservateur de la circonscription ontarienne d'Elgin-Est de 1867 à 1872.

## Biographie
Né dans le Bayham Township dans le Haut-Canada, Dobbie naît de parents immigrant d'Écosse. Après des études à Bayham, il sert comme préfet du canton de 1863 à 1867 et de 1876 à 1877.
Élu en 1867, il effectue un seul mandat et ne tente pas d'être réélu en 1872.
Dobbie meurt à Tillsonburg à l'âge de 78 ans.